# Armeria castellana
Armeria castellana är en triftväxtart som beskrevs av Pierre Edmond Boissier, Georges François Reuter och Louis François Jules Rodolphe Leresche. Armeria castellana ingår i släktet triftar, och familjen triftväxter. Inga underarter finns listade i Catalogue of Life.